# Kaleidoscope EP
Kaleidoscope EP è il nono EP del gruppo musicale britannico Coldplay, pubblicato il 14 luglio 2017 dalla Parlophone.

## Descrizione
Originariamente previsto per il 30 giugno, le prime indiscrezioni relative alla sua pubblicazione sono giunte il 21 novembre 2016, quando il frontman Chris Martin, attraverso l'account Twitter del gruppo, ha annunciato che i Coldplay erano al lavoro su nuovi brani.
L'uscita del disco è stata anticipata dai singoli Hypnotised, All I Can Think About Is You e A L I E N S, tutti accompagnati dai rispettivi lyric video. Il 23 giugno il gruppo ha inoltre reso disponibile il videoclip di  Something Just like This (Tokyo Remix).
L'EP è stato inizialmente pubblicato per il solo download digitale il 14 luglio 2017, accompagnato nello stesso giorno dal lyric video di Miracles (Someone Special), e successivamente è stato reso disponibile anche nei formati CD e 12" a partire dal 4 agosto.

## Tracce
1. All I Can Think About Is You – 4:34 (Guy Berryman, Jonny Buckland, Will Champion, Chris Martin)
2. Miracles (Someone Special) (Coldplay & Big Sean) – 4:36 (Guy Berryman, Jonny Buckland, Will Champion, Chris Martin, Sean Anderson)
3. A L I E N S – 4:42 (Guy Berryman, Jonny Buckland, Will Champion, Chris Martin, Brian Eno)
4. Something Just like This (Tokyo Remix) (Coldplay & The Chainsmokers) – 4:33 (Guy Berryman, Jonny Buckland, Will Champion, Chris Martin, Andrew Taggart)
5. Hypnotised (EP Mix) – 6:31 (Guy Berryman, Jonny Buckland, Will Champion, Chris Martin)

## Formazione
Gruppo
- Chris Martin – voce, pianoforte (tracce 1, 4-5), chitarra acustica (tracce 2, 3 e 5), tastiera (tracce 2 e 3)
- Jonny Buckland – chitarra
- Guy Berryman – basso
- Will Champion – batteria, cori (tracce 2, 4 e 5)

Altri musicisti
- John Metcalfe – strumenti ad arco
- Davide Rossi – strumenti ad arco
- Big Sean – voce aggiuntiva (traccia 2)
- Brian Eno – chitarra e cori aggiuntivi (traccia 3)
- The Chainsmokers – strumentazione (traccia 4)

Produzione
- Rik Simpson – produzione
- Daniel Green – produzione
- Bill Rahko – produzione
- Jordan "DJ Swivel" Young – missaggio aggiuntivo (traccia 2)
- Brian Eno, Markus Dravs – coproduzione (traccia 3)

## Classifiche
| Classifica (2017) | Posizione massima |
| ----------------- | ----------------- |
| Austria           | 11                |
| Danimarca         | 12                |
| Francia           | 7                 |
| Germania          | 9                 |
| Italia            | 1                 |
| Norvegia          | 37                |
| Nuova Zelanda     | 12                |
| Portogallo        | 7                 |
| Spagna            | 2                 |
| Svezia            | 8                 |
| Svizzera          | 3                 |